# Cengkareng Timur
Cengkareng Timur is een kelurahan in het onderdistrict Cengkareng in het westen van Jakarta, Indonesië. Cengkareng Timur telt 87.293 inwoners (volkstelling 2010).